# Viola koritnicensis
Viola koritnicensis är en violväxtart som beskrevs av I. Trinajstic. Viola koritnicensis ingår i släktet violer, och familjen violväxter. Inga underarter finns listade i Catalogue of Life.